# Cầu lông tại Đại hội Thể thao Đông Nam Á 1979
Cầu lông tại Đại hội Thể thao Đông Nam Á năm 1979 diễn ra từ 21 đến 30 tháng 9 năm 1979 tại Jakarta, Indonesia. Chương trình thi đấu gồm 7 nội dung: đơn nam, đơn nữ, đôi nam, đôi nữ, đôi nam–nữ (mixed doubles), đồng đội nam và đồng đội nữ – duy trì thể thức như kỳ 1977.
Kết quả chung Indonesia tiếp tục duy trì vị thế thống trị với 6 tấm huy chương vàng, trong khi Thái Lan xếp thứ hai với 1 huy chương vàng. Đây là kỳ SEA Games thứ hai liên tiếp Indonesia dẫn đầu môn cầu lông.

## Tóm tắt kết quả
| Nội dung     | Vàng | Bạc | Đồng |
| ------------ | --- | --- | --- |
| Đơn nam      | Hastomo Arbi · Indonesia                                                                                       | Udom Luangpetcharaporn · Thái Lan | Lee Ah Ngo · Singapore |
| Đơn nam      | Hastomo Arbi · Indonesia                                                                                       | Udom Luangpetcharaporn · Thái Lan | Wong Shoon Keat · Singapore |
| Đơn nữ       | Ivana Lie · Indonesia                                                                                          | Verawaty Wiharjo · Indonesia | Sirisriro Patama · Thái Lan |
| Đơn nữ       | Ivana Lie · Indonesia                                                                                          | Verawaty Wiharjo · Indonesia | Thida Aye Nyo · Miến Điện |
|              | | | |
| Đôi nam      | Bandid Jaiyen · Preecha Sopajaree · Thái Lan                                                                   | Ade Chandra · Christian Hadinata · Indonesia                                                                                               | Sawei Chanseorasmee · Sarit Pisudchaikul · Thái Lan                                                                                        |
| Đôi nam      | Bandid Jaiyen · Preecha Sopajaree · Thái Lan                                                                   | Ade Chandra · Christian Hadinata · Indonesia                                                                                               | Misbun Sidek · Ong Teong Boon · Malaysia                                                                                                   |
| Đôi nữ       | Imelda Wiguna · Verawaty Wiharjo · Indonesia                                                                   | Theresia Widiastuti · Ruth Damayanti · Indonesia                                                                                           | Sirisriro Patama · Suleeporn Jittariyakul · Thái Lan                                                                                       |
| Đôi nữ       | Imelda Wiguna · Verawaty Wiharjo · Indonesia                                                                   | Theresia Widiastuti · Ruth Damayanti · Indonesia                                                                                           | Thida Aye Nyo · Mya Lay Sein · Miến Điện                                                                                                   |
| Đôi nam nữ   | Christian Hadinata · Imelda Wiguna · Indonesia                                                                 | Kartono · Tjan So Gwan · Indonesia | Lee Ah Ngo · Juliana Lee · Singapore |
| Đôi nam nữ   | Christian Hadinata · Imelda Wiguna · Indonesia                                                                 | Kartono · Tjan So Gwan · Indonesia | Preecha Sopajaree · Jutatip Banjongsilp · Thái Lan                                                                                         |
|              | | | |
| Đồng đội nam | Indonesia · Liem Swie King · Hastomo Arbi · Ade Chandra · Christian Hadinata · Rudy Heryanto · Kartono         | Malaysia · Saw Swee Leong · James Selvaraj · Misbun Sidek · Ong Teong Boon · Ho Khim Soon · Kwek Chiew Peng                                | Thái Lan · Bandid Jaiyen · Udom Luangpetcharaporn · Surapong Suharitdamrong · Preecha Sopajaree · Sawei Chanseorasmee · Sarit Pisudchaikul |
| Đồng đội nữ  | Indonesia · Verawaty Wiharjo · Ivana Lie · Imelda Wiguna · Tjan So Gwan · Theresia Widiastuti · Ruth Damayanti | Thái Lan · Kanitta Mansamuth · Suleeporn Jittariyakul · Thongkam Kingmanee · Sirisriro Patama · Phanwad Jinasuyanont · Jutatip Banjongsilp | Malaysia · Khaw Mooi Eng · Katherine Teh · Clare Choo · Leong Chai Lean · Juliet Poon · Josephine Chia                                     |
| Đồng đội nữ  | Indonesia · Verawaty Wiharjo · Ivana Lie · Imelda Wiguna · Tjan So Gwan · Theresia Widiastuti · Ruth Damayanti | Thái Lan · Kanitta Mansamuth · Suleeporn Jittariyakul · Thongkam Kingmanee · Sirisriro Patama · Phanwad Jinasuyanont · Jutatip Banjongsilp | Miến Điện · Thida Aye Nyo · Mya Lay Sein · Khin Khin Aye · Kyaw Kyaw                                                                       |

## Kết quả bán kết
| Nội dung   | Chiến thắng                          | Thua cuộc                                             | Tỷ số       |
| ---------- | ------------------------------------ | ----------------------------------------------------- | ----------- |
| Đơn nam    | Udom Luangpetcharaporn               | Lee Ah Ngo                                            | 18–13, 15–7 |
| Đơn nam    | Hastomo Arbi                         | Wong Shoon Keat                                       | 15–10, 15–7 |
| Đơn nữ     | Verawaty Wiharjo                     | Bản mẫu:Country data BIR Thida Aye Nyo                | 11–1, 11–0  |
| Đơn nữ     | Ivana Lie                            | Sirisriro Patama                                      | 11–4, 11–9  |
| Đôi nam    | Bandid Jaiyen & Preecha Sopajaree    |                                                       |             |
| Đôi nam    | Ade Chandra & Christian Hadinata     |                                                       |             |
| Đôi nữ     | Ruth Damayanti & Theresia Widiastuti | Suleeporn Jittariyakul & Sirisriro Patama             | 18–15, 15–7 |
| Đôi nữ     | Verawaty Wiharjo & Imelda Wiguna     | Bản mẫu:Country data BIR Thida Aye Nyo & Mya Lay Sein | 15–3, 15–8  |
| Đôi nam nữ | Christian Hadinata & Imelda Wiguna   | Lee Ah Ngo & Juliana Lee Lay Eng                      | 15–4, 15–6  |
| Đôi nam nữ | Kartono & Maria Fransisca            | Jutatip Banjongsilp & Preecha Sopajaree               |             |

## Kết quả chung cuộc
| Nội dung   | Vô địch                            | Á quân                               | Tỷ số            |
| ---------- | ---------------------------------- | ------------------------------------ | ---------------- |
| Đơn nam    | Hastomo Arbi                       | Udom Luangpetcharaporn               | 15–11, 15–4      |
| Đơn nữ     | Ivana Lie                          | Verawaty Wiharjo                     | 11–8, 8–11, 12–9 |
| Đôi nam    | Bandid Jaiyen & Preecha Sopajaree  | Ade Chandra & Christian Hadinata     | 15–9, 15–5       |
| Đôi nữ     | Imelda Wiguna & Verawaty Wiharjo   | Ruth Damayanti & Theresia Widiastuti | 15–4, 15–2       |
| Đôi nam nữ | Christian Hadinata & Imelda Wiguna | Kartono & Maria Fransisca            | 18–16, 15–2      |

## Bảng huy chương
| Hạng               | Đoàn               | Vàng | Bạc | Đồng | Tổng số |
| ------------------ | ------------------ | ---- | --- | ---- | ------- |
| 1                  | Indonesia (INA)    | 6    | 4   | 0    | 10      |
| 2                  | Thái Lan (THA)     | 1    | 2   | 5    | 8       |
| 3                  | Malaysia (MAS)     | 0    | 1   | 2    | 3       |
| 4                  | Myanmar (MYA)      | 0    | 0   | 3    | 3       |
| 4                  | Singapore (SGP)    | 0    | 0   | 3    | 3       |
| Tổng số (5 đơn vị) | Tổng số (5 đơn vị) | 7    | 7   | 13   | 27      |